# 니시와카마쓰역
니시와카마쓰역(일본어: 西若松駅)은 일본 후쿠시마현 아이즈와카마쓰시에 위치한 아이즈 철도와 동일본여객철도의 역이다. 아이즈 철도의 아이즈 선과 JR 동일본의 다다미선 등 2개의 노선을 운행하는 공동 역사이다. 단선 · 섬식의 형태를 합친 2면 3선의 구조를 갖춘 복합 승강장이다.

## 타는 곳
| 1 | ■ 다다미선      | 상행 | 아이즈와카마쓰 방면                                                                  | 하루 1대만 |
| 2 | ■ 다다미선      | 상행 | 아이즈와카마쓰 방면                                                                  |            |
| 2 | ■ 다다미선      | 하행 | 아이즈반게 · 아이즈야나이즈 · 아이즈미야시타 · 아이즈카와구치 · 다다미 · 고이데 방면 |            |
| 3 | ■ 아이즈 철도선 | 상행 | 아이즈와카마쓰 방면                                                                  |            |
| 3 | ■ 아이즈 철도선 | 하행 | 유노카미온센 · 아이즈타지마 · 아이즈코겐오제구치 방면                                |            |

## 이용 현황
| 승차 인원 추이 | 승차 인원 추이 | 승차 인원 추이 |
| 연도           | JR 동일본      | 아이즈 철도    |
| -------------- | -------------- | -------------- |
| 2000           | 714            | 386            |
| 2001           | 725            | 373            |
| 2002           | 736            | 384            |
| 2003           | 721            | 389            |
| 2004           | 712            | 353            |
| 2005           | 743            | 329            |
| 2006           | 766            | 304            |
| 2007           | 737            | 279            |
| 2008           | 719            | 249            |
| 2009           | 703            | 222            |
| 2010           | 731            | 197            |
| 2011           | 668            | 170            |
| 2012           | 669            | 184            |
| 2013           | 656            | 184            |
| 2014           | 619            | 170            |
| 2015           | 654            |                |

## 역 주변
- 국도 제118호선 · 국도 제401호선
- 와카마쓰성
- 후쿠시마 지방 기상대 와카마쓰 관측소

## 인접 역
| 아이즈 철도 아이즈 선          | 아이즈 철도 아이즈 선   | 아이즈 철도 아이즈 선                  |
| ------------------------------ | ----------------------- | -------------------------------------- |
| 시·종착역                      | ■ 아이즈 철도 아이즈 선 | 미나미와카마쓰 아이즈코겐오제구치 방면 |
| 동일본 여객철도 다다미선       |                         |                                        |
| 나누카마치 아이즈와카마쓰 방면 | ■ 다다미선              | 아이즈혼고 고이데 방면                 |